# Anacridium burri
Anacridium burri is een rechtvleugelig insect uit de familie veldsprinkhanen (Acrididae). De wetenschappelijke naam van deze soort is voor het eerst geldig gepubliceerd in 1953 door Dirsh & Uvarov.